# Tapogliano
Tapogliano (Tapoian en friulano) es una población de 451  habitantes en la provincia de Udine, en la región autónoma de Friuli-Venecia Julia.

## Geografía

### Demografía
| Gráfica de evolución demográfica de Tapogliano entre 1861 y 2001 |
|                                                                  |
| Fuente ISTAT - elaboración gráfica de Wikipedia                  |

- Datos: Q598402
- Multimedia: Tapogliano / Q598402

1. ↑  Worldpostalcodes.org, código postal n.º 33040.